# San Lorenzo in Lucina (titolo cardinalizio)
San Lorenzo in Lucina (in latino: Titulus Sancti Laurentii in Lucina), conosciuto anticamente come Lucinae, è un titolo cardinalizio istituito, con molta probabilità, nel II secolo. Secondo il Liber Pontificalis, che, per i primi vescovi di Roma, riporta informazioni «verosimilmente prive di ogni fondamento storico», fu papa Evaristo ad assegnare i primi tituli ai presbiteri romani, tra cui, secondo la tradizione, anche il titolo Lucinae. Nella chiesa legata al titolo, nel 366, avvenne l'elezione e la consacrazione di papa Damaso I. In seguito, intorno al 684, il titolo fu confermato da papa Benedetto II. È conosciuto con il nome attuale fin dalla fine dell'VIII secolo. Secondo il catalogo di Pietro Mallio, stilato sotto il pontificato di papa Alessandro III, il titolo era collegato alla basilica di San Lorenzo fuori le mura ed i suoi preti vi celebravano messa a turno. Per secoli è stata usanza che questo titolo fosse assegnato al cardinale protopresbitero. Il titolo insiste sulla basilica di San Lorenzo in Lucina.
Dal 20 novembre 2010 il titolare è il cardinale Albert Malcolm Ranjith Patabendige Don, arcivescovo metropolita di Colombo.

## Titolari
Si omettono i periodi di titolo vacante non superiori ai 2 anni o non storicamente accertati.
- Ilario (494 - 590)
- Crescente (590 - 731)
- Sisinnio (menzionato nel 721)[3]
- Sigismondo (735 - prima del 745)
- Teodoro (745 - prima del 761)
- Eusebio (761 - 853)
- Giorgio (853 - prima dell'867)
- Leone (?) (867 - 964)
- Adriano (964 - 993)
- Giovanni (993- prima del 1012)
- Leone (1049 - 1080)
- Landolfo Rangone (circa 1088 - 1099)
- Gregorio da Ceccano (circa 1107 - circa 1119)
- Gregorio Albergati (1119 - circa 1126)
- Anselmo, C.R.S. Pietro in Caelo aureo (1126 o 1127 - 1143 ? deceduto)
- Ugo Misini (o Misani ?), C.R.S. Maria di Reno (8 febbraio 1144 - 1150 deceduto)
- Ugo (19 maggio 1144 - 21 settembre 1150 deceduto)
- Cenzio (20 febbraio/1º marzo 1152 - 30 marzo/18 aprile 1154 nominato cardinale vescovo di Porto e Santa Rufina)[4]
- Ubaldo (o Hubaud) (dicembre 1155 - 1157 ? deceduto)
- Alberto Sartori di Morra (o Sartorio di Mora), O.S.B. (1158 - 21 ottobre 1187 eletto papa con il nome di Gregorio VIII)
- Pietro (?) (marzo 1188 - 1190 ? deceduto)
- Cencio,[5] (1191 o 1193 - 1217)
- Sinibaldo Fieschi (18 settembre 1227 - 25 giugno 1243 eletto papa con il nome di Innocenzo IV)
- John de Tollet, O.Cist. (28 maggio 1244 - 1262 nominato cardinale vescovo di Porto e Santa Rufina)
- Guy de Bourgogne, O.Cist. (22 maggio 1262 - 20 maggio 1272 deceduto)
- Ugo di Evesham (o Atratus = il Nero) (12 aprile 1281 - 27 luglio 1287 deceduto)
- Giacomo Colonna (1307 - 14 agosto 1318 deceduto)
- Annibaldo Caetani (18 dicembre 1327 - 1333 nominato cardinale vescovo di Frascati)
- Guillaume Bragosse (6 dicembre 1362 - 1367 ? deceduto)
- Étienne Aubert iuniore (22 settembre 1368 - 29 settembre 1369 deceduto)
- Jean de La Tour, O.S.B.Clun. (30 maggio 1371 - 15 aprile 1374 deceduto)
- Pierre de Sortenac (o de Bernier) (20 dicembre 1375 - marzo 1384 nominato cardinale vescovo di Sabina)
- Martín de Zalba (21 luglio 1390 - 27 ottobre 1403 deceduto), pseudocardinale dell'antipapa Clemente VII
- Luca Manzoli, O.Hum. (19 settembre 1408 - 1409 deceduto)
- Simon de Cramaud (12 maggio 1413 - 15 dicembre 1422 deceduto), pseudocardinale dell'antipapa Giovanni XXIII
- Ximeno Dahe (o Eximio o Daha) (22 maggio 1423 - 1431 deceduto), pseudocardinale dell'antipapa Benedetto XIII
- Jean de la Rochetaillée (27 maggio 1426 - 24 marzo 1437 deceduto)
- Giovanni Vitelleschi (9 agosto 1437 - 2 aprile 1440 deceduto)
- Jean le Jeune (de Macel) (1441 - 9 settembre 1451 deceduto)
- Filippo Calandrini (24 novembre 1451 - 14 ottobre 1468 nominato cardinale vescovo di Albano)
- Giovanni d'Aragona (10 settembre 1483 - 17 ottobre 1485 deceduto)
- Jorge da Costa (15 ottobre 1489 - 10 ottobre 1491); in commendam (10 ottobre 1491 - 18 settembre 1508 deceduto)
- Silvio Passerini (6 luglio 1517 - 17 settembre 1520); in commendam (17 settembre 1520 - 20 aprile 1529 deceduto)
- Giovanni Domenico de Cupis (24 maggio 1529 - 22 settembre 1531); in commendam (22 settembre 1531 - 10 dicembre 1553 deceduto)
- Giovanni Girolamo Morone (11 dicembre 1553 - 12 giugno 1556 nominato cardinale presbitero di Santa Maria in Trastevere)
- Georges d'Armagnac (12 giugno 1556 - 6 luglio 1562 nominato cardinale presbitero pro hac vice di San Nicola in Carcere)
- Francesco Gonzaga, diaconia pro illa vice (16 luglio 1562 - 1º marzo 1564); (1º marzo 1564 - 6 gennaio 1566 deceduto)
- Fulvio Giulio della Corgna, O.S.Io.Hier. (30 gennaio 1566 - 30 marzo 1567 nominato cardinale presbitero pro hac vice di Sant'Adriano)
- Innico d'Avalos d'Aragona, O.S.Iacobi (3 marzo 1567 - 13 ottobre 1586 nominato cardinale vescovo di Sabina)
- Marcantonio Colonna (13 ottobre 1586 - 11 maggio 1587 nominato cardinale vescovo di Palestrina)
- Gabriele Paleotti (11 maggio 1587 - 8 novembre 1589 nominato cardinale vescovo di Albano)
- Michele Bonelli, O.P. (8 novembre 1589 - 20 marzo 1591 nominato cardinale vescovo di Albano)
- Ludovico Madruzzo (20 marzo 1591 - 18 agosto 1597 nominato cardinale vescovo di Sabina)
- Pedro de Deza Manuel (18 agosto 1597 - 23 aprile 1600 nominato cardinale vescovo di Albano)
- Anton Maria Salviati (23 aprile 1600 - 30 agosto 1600 nominato cardinale presbitero di Santa Maria in Trastevere)
- Simeone Tagliavia d'Aragona (30 agosto 1600 - 17 giugno 1602 nominato cardinale vescovo di Albano)
- Girolamo Bernieri (o Bernerio), O.P. (17 giugno 1602 - 16 giugno 1603 nominato cardinale vescovo di Albano)
- Giovanni Evangelista Pallotta (16 giugno 1603 - 24 gennaio 1611 nominato cardinale vescovo di Frascati)
- Gregorio Petrocchini, O.E.S.A. (24 gennaio 1611 - 17 agosto 1611 nominato cardinale vescovo di Palestrina)
- Benedetto Giustiniani (17 agosto 1611 - 4 giugno 1612 nominato cardinale vescovo di Palestrina)
- Francesco Maria Bourbon del Monte (4 giugno 1612 - 16 settembre 1615 nominato cardinale vescovo di Palestrina)
- Ottavio Bandini (16 settembre 1615 - 27 marzo 1621 nominato cardinale vescovo di Palestrina)
- Bartolomeo Cesi (29 marzo 1621 - 18 ottobre 1621 deceduto)
- Andrea Baroni Peretti Montalto (24 ottobre 1621 - 16 settembre 1624 nominato cardinale vescovo di Palestrina)
- Domenico Ginnasi (16 settembre 1624 - 2 marzo 1626 nominato cardinale vescovo di Palestrina)
- Carlo Gaudenzio Madruzzo (2 marzo 1626 - 16 settembre 1626 nominato cardinale vescovo di Sabina)
- Carlo Emmanuele Pio di Savoia (16 settembre 1626 - 14 aprile 1627 nominato cardinale vescovo di Albano)
- Giovanni Garzia Millini (14 aprile 1627 - 20 agosto 1629 nominato cardinale vescovo di Frascati)
- Luigi Capponi (20 agosto 1629 - 6 aprile 1659 deceduto)
- Girolamo Colonna (21 aprile 1659 - 21 novembre 1661 nominato cardinale vescovo di Frascati)
- Giovanni Battista Maria Pallotta (21 novembre 1661 - 2 luglio 1663 nominato cardinale vescovo di Albano)
- Francesco Maria Brancaccio (o Brancati) (2 luglio 1663 - 11 ottobre 1666 nominato cardinale vescovo di Sabina)
- Stefano Durazzo (11 ottobre 1666 - 11 luglio 1667 deceduto)
- Ernest Adalbert von Harrach (18 luglio 1667 - 25 ottobre 1667 deceduto)
- Giulio Gabrielli il Vecchio (14 novembre 1667 - 30 gennaio 1668 nominato cardinale vescovo di Sabina)
- Virginio Orsini, O.B.E. (30 gennaio 1668 - 18 marzo 1671 nominato cardinale vescovo di Albano)
- Rinaldo d'Este (18 marzo 1671 - 24 agosto 1671 nominato cardinale vescovo di Palestrina)
- Cesare Facchinetti (24 agosto 1671 - 14 novembre 1672 nominato cardinale vescovo di Palestrina)
- Carlo Rossetti (14 novembre 1672 - 19 ottobre 1676 nominato cardinale vescovo di Frascati)
- Niccolò Albergati Ludovisi (19 ottobre 1676 - 13 settembre 1677 nominato cardinale vescovo di Sabina)
- Alderano Cybo-Malaspina (13 settembre 1677 - 6 febbraio 1679 nominato cardinale vescovo di Palestrina)
- Luigi Alessandro Homodei (o Omodei) (8 gennaio 1680 - 26 aprile 1685 deceduto)
- Carlo Barberini (30 aprile 1685 - 2 ottobre 1704 deceduto)
- Francesco Nerli iuniore (17 novembre 1704 - 8 aprile 1708 deceduto)
- Galeazzo Marescotti (30 aprile 1708 - 3 luglio 1726 deceduto)
- Giuseppe Sacripante (31 luglio 1726 - 4 gennaio 1727 deceduto)
- Giuseppe Renato Imperiali, O.S.Io.Hier. (20 gennaio 1727 - 15 gennaio 1737 deceduto)
- Gianantonio Davia (11 febbraio 1737 - 11 gennaio 1740 deceduto)
- Giulio Alberoni (29 agosto 1740 - 26 febbraio 1752 deceduto)
- Thomas Philip Wallrad d'Alsace-Boussut de Chimay (17 luglio 1752 - 5 gennaio 1759 deceduto)
- Domenico Passionei (12 febbraio 1759 - 5 luglio 1761 deceduto)
- Giovanni Teodoro di Baviera (13 luglio 1761 - 27 gennaio 1763 deceduto)
- Giacomo Oddi (21 marzo 1763 - 2 maggio 1770 deceduto)
- Giuseppe Pozzobonelli (28 maggio 1770 - 27 aprile 1783 deceduto)
- Carlo Vittorio Amedeo Ignazio delle Lanze (18 luglio 1783 - 25 gennaio 1784 deceduto)
- Marcantonio Colonna (25 giugno 1784 - 20 settembre 1784 nominato cardinale vescovo di Palestrina)
- Giovanni Carlo Boschi (20 settembre 1784 - 6 settembre 1788 deceduto)
- Francesco Carafa della Spina di Traetto (15 settembre 1788 - 3 agosto 1807); in commendam (3 agosto 1807 - 20 settembre 1818 deceduto)
- Bartolomeo Pacca (2 ottobre 1818 - 21 dicembre 1818 nominato cardinale vescovo di Frascati)
- Giovanni Filippo Gallarati Scotti (21 dicembre 1818 - 6 ottobre 1819 deceduto)
- Giulio Gabrielli il Giovane (17 dicembre 1819 - 26 settembre 1822 deceduto)
- Joseph Fesch (2 dicembre 1822 - 13 maggio 1839 deceduto)
- Carlo Oppizzoni (8 luglio 1839 - 13 aprile 1855 deceduto)
- Giacomo Filippo Fransoni (28 settembre 1855 - 20 aprile 1856 deceduto)
- Benedetto Barberini (16 giugno 1856 - 10 aprile 1863 deceduto)
- Filippo de Angelis (20 settembre 1867 - 8 luglio 1877 deceduto)
- Fabio Maria Asquini (21 settembre 1877 - 22 dicembre 1878 deceduto)
- Domenico Carafa della Spina di Traetto (12 maggio 1879 - 17 giugno 1879 deceduto)
- Lucien-Louis-Joseph-Napoléon Bonaparte (19 settembre 1879 - 19 novembre 1895 deceduto)
- Gustav Adolf von Hohenlohe-Schillingsfürst (2 dicembre 1895 - 30 ottobre 1896 deceduto)
- Mieczysław Halka Ledóchowski (30 novembre 1896 - 22 luglio 1902 deceduto)
- Angelo Di Pietro (22 giugno 1903 - 5 dicembre 1914 deceduto)
- Pietro Gasparri (22 gennaio 1915 - 18 novembre 1934 deceduto)
- Carlo Cremonesi (19 dicembre 1935 - 25 novembre 1943 deceduto)
  - Titolo vacante (1943 - 1946)
- Manuel Arteaga y Betancourt (28 febbraio 1946 - 20 marzo 1963 deceduto)
- Pietro Ciriaci (26 settembre 1964 - 30 dicembre 1966 deceduto)
- Pietro Parente (29 giugno 1967 - 29 dicembre 1986 deceduto)
- Opilio Rossi (22 giugno 1987 - 9 febbraio 2004 deceduto)
- Luigi Poggi (24 febbraio 2005 - 4 maggio 2010 deceduto)
- Albert Malcolm Ranjith Patabendige Don, dal 20 novembre 2010